# Epsilon Scorpii
Epsilon Scorpii (ε Sco / ε Scorpii / Epsilon Scorpii) è una stella gigante di colore arancio della costellazione dello Scorpione. Essa è a volte chiamata anche Wei, nome introdotto dall'astronomo dilettante e divulgatore scientifico Patrick Moore. Wěi (尾), significante la Coda, è una costellazione cinese o Xiù, che comprende molte stelle della costellazione dello Scorpione.

Brillando alla magnitudine apparente di +2,29 Epsilon Scorpii si contende con Dschubba il posto di quarta stella più luminosa della costellazione dopo Antares, Shaula e Sargas. Tuttavia dal 2000, Dschubba ha aumentato la sua luminosità, facendo retrocedere Epsilon Scorpii al quinto posto. ε Scorpii dista 64 anni luce dalla Terra.

## Osservazione
Posta nel cuore dello Scorpione alla declinazione di 34°S, è osservabile nell'emisfero australe per gran parte dell'anno, mentre nell'emisfero boreale le possibilità di osservazione sono più limitate. È comunque ben visibile dalle regioni mediterranee.

La sua magnitudine apparente, pari a +2,29, le permette di essere scorta anche dai piccoli e medi centri urbani moderatamente affetti da inquinamento luminoso.

## Caratteristiche fisiche
Benché si tratti di una stella relativamente vicina e relativamente luminosa, le caratteristiche fisiche di Epsilon Scorpii non sono ancora note con precisione. Essa ha classe spettrale K2,5 IIIb. La sua temperatura superficiale non è conosciuta con esattezza e questo rende il calcolo di tutti i suoi altri parametri fisici approssimativo. Facendo una media fra varie misure si ottiene una temperatura di 4.400 K, da cui segue (tenendo conto della radiazione infrarossa) una luminosità intrinseca 72 volte quella solare. Se questi parametri sono corretti, ne segue che Epsilon Scorpii ha un raggio che è 15 volte quello del Sole. La stella è abbastanza vicina e abbastanza grande da permettere una misura diretta del suo raggio: tale misurazione ha dato come risultato un raggio di 13 volte quello del Sole, in discreto accordo con il valore inferito tramite la luminosità e la temperatura. La teoria dell'evoluzione stellare predice una massa di poco superiore a quella del Sole (1,25 M☉) e una età comparabile a quella della nostra stella (circa 5 miliardi di anni).

Tuttavia, essendo Epsilon Scorpii, più massiccia del Sole, la sua esistenza sarà più breve. Essa ha infatti raggiunto già uno stadio avanzato della sua evoluzione, avendo esaurito la riserva di idrogeno presente nel suo nucleo. Questo ha fatto aumentare la temperatura del nucleo stesso e ha di conseguenza fatto gonfiare gli strati superficiali della stella conducendola allo stadio di gigante. Tuttavia, ciò detto, non è ben chiaro a quale preciso punto della sua evoluzione Epsilon Scorpii si trovi: potrebbe avere un nucleo inerte di elio che si sta contraendo e scaldando e che si prepara a iniziare la propria fusione in carbonio e ossigeno, oppure essere in una fase ancora più avanzata, con un nucleo inerte di carbonio e ossigeno e con una instabilità che è destinata a crescere e che la porterà a perdere i suoi strati più esterni lasciando scoperto il suo nucleo, conducendola così allo stadio di nana bianca. Una variabilità della sua luminosità di circa il 10% (con un periodo indefinito) sembra suggerire quest'ultima ipotesi.

Come tutte le stelle giganti, Epsilon Scorpii ruota molto lentamente su se stessa: la sua velocità di rotazione all'equatore è di 1,7 km/s: essa impiega così 1,3 anni per compiere una rotazione su se stessa. Come molte stelle giunte a uno stadio avanzato di evoluzione, perde massa a ritmi elevati tramite il vento stellare.

## Un elevato moto proprio
Una caratteristica peculiare di Epsilon Scorpii è di avere un elevato moto proprio, circa 63 km/s relativamente al Sole, cioè quattro volte più del normale. Ciò suggerisce che questa stella non appartenga al disco galattico, ma a regioni più esterne e che sia solo di passaggio nel disco.